# Diafra Sakho
Diafra Sakho (Guédiawaye, 24 dicembre 1989) è un allenatore di calcio ed ex calciatore senegalese con passaporto francese, di ruolo attaccante.

## Statistiche

### Presenze e reti nei club
Statistiche aggiornate al 26 maggio 2019.
| Stagione        | Squadra         | Campionato      | Campionato | Campionato | Coppe nazionali | Coppe nazionali | Coppe nazionali | Coppe continentali | Coppe continentali | Coppe continentali | Altre coppe | Altre coppe | Altre coppe | Totale | Totale |
| Stagione        | Squadra         | Comp            | Pres       | Reti       | Comp            | Pres            | Reti            | Comp               | Pres               | Reti               | Comp        | Pres        | Reti        | Pres   | Reti   |
| --------------- | --------------- | --------------- | ---------- | ---------- | --------------- | --------------- | --------------- | ------------------ | ------------------ | ------------------ | ----------- | ----------- | ----------- | ------ | ------ |
| 2009-2010       | Metz            | L2              | 5          | 0          | CF+CdL          | 0+1             | 0+0             | -                  | -                  | -                  | -           | -           | -           | 6      | 0      |
| 2010-2011       | Metz            | L2              | 30         | 5          | CF+CdL          | 3+1             | 0+0             | -                  | -                  | -                  | -           | -           | -           | 34     | 5      |
| 2011-gen. 2012  | Metz            | L2              | 9          | 0          | CF+CdL          | 0+1             | 0+2             | -                  | -                  | -                  | -           | -           | -           | 10     | 2      |
| gen.-giu. 2012  | Boulogne        | L2              | 7          | 0          | CF+CdL          | 0+0             | 0+0             | -                  | -                  | -                  | -           | -           | -           | 7      | 0      |
| 2012-2013       | Metz            | L2              | 33         | 19         | CF+CdL          | 1+3             | 0+1             | -                  | -                  | -                  | -           | -           | -           | 37     | 20     |
| 2013-2014       | Metz            | L2              | 37         | 20         | CF+CdL          | 0+1             | 0+0             | -                  | -                  | -                  | -           | -           | -           | 38     | 20     |
| Totale Metz     | Totale Metz     | Totale Metz     | 114        | 44         |                 | 11              | 3               |                    | -                  | -                  |             | -           | -           | 125    | 47     |
| 2014-2015       | West Ham        | PL              | 23         | 10         | FA+CdL          | 2+1             | 1+1             | -                  | -                  | -                  | -           | -           | -           | 26     | 12     |
| 2015-2016       | West Ham        | PL              | 21         | 5          | FA+CdL          | 1+0             | 0               | UEL                | 2                  | 2                  | -           | -           | -           | 24     | 7      |
| 2016-2017       | West Ham        | PL              | 4          | 1          | FA+CdL          | 0+0             | 0               | UEL                | 0                  | 0                  | -           | -           | -           | 4      | 1      |
| 2017-gen. 2018  | West Ham        | PL              | 14         | 2          | FA+CdL          | 0+3             | 0+2             | -                  | -                  | -                  | -           | -           | -           | 17     | 4      |
| Totale West Ham | Totale West Ham | Totale West Ham | 62         | 18         |                 | 7               | 5               |                    | 2                  | 2                  |             | -           | -           | 71     | 24     |
| gen.-giu. 2018  | Rennes          | L1              | 13         | 2          | CF+CdL          | 0+1             | 1               | -                  | -                  | -                  | -           | -           | -           | 14     | 3      |
| lug.-ago. 2018  | Rennes          | L1              | 2          | 0          | CF+CdL          | 0+0             | 0               | -                  | -                  | -                  | -           | -           | -           | 2      | 0      |
| Totale Rennes   | Totale Rennes   | Totale Rennes   | 15         | 2          |                 | 1               | 1               |                    | -                  | -                  |             | -           | -           | 16     | 3      |
| set. 2018-2019  | Bursaspor       | 1.L             | 20         | 3          | CT              | 0               | 0               | -                  | -                  | -                  | -           | -           | -           | 20     | 3      |
| Totale carriera | Totale carriera | Totale carriera | 218        | 67         |                 | 19              | 9               |                    | 2                  | 2                  |             | -           | -           | 239    | 77     |

### Cronologia presenze e reti in nazionale
| Cronologia completa delle presenze e delle reti in nazionale ― Senegal | Cronologia completa delle presenze e delle reti in nazionale ― Senegal | Cronologia completa delle presenze e delle reti in nazionale ― Senegal | Cronologia completa delle presenze e delle reti in nazionale ― Senegal | Cronologia completa delle presenze e delle reti in nazionale ― Senegal | Cronologia completa delle presenze e delle reti in nazionale ― Senegal | Cronologia completa delle presenze e delle reti in nazionale ― Senegal | Cronologia completa delle presenze e delle reti in nazionale ― Senegal |
| Data                                                                   | Città                                                                  | In casa                                                                | Risultato                                                              | Ospiti                                                                 | Competizione                                                           | Reti                                                                   | Note                                                                   |
| ---------------------------------------------------------------------- | ---------------------------------------------------------------------- | ---------------------------------------------------------------------- | ---------------------------------------------------------------------- | ---------------------------------------------------------------------- | ---------------------------------------------------------------------- | ---------------------------------------------------------------------- | ---------------------------------------------------------------------- |
| 21-5-2014                                                              | Ouagadougou                                                            | Burkina Faso                                                           | 1 – 1                                                                  | Senegal                                                                | Amichevole                                                             | -                                                                      | 87’                                                                    |
| 25-5-2014                                                              | Ginevra                                                                | Senegal                                                                | 3 – 1                                                                  | Kosovo                                                                 | Amichevole                                                             | 1                                                                      | 63’                                                                    |
| 15-11-2014                                                             | Il Cairo                                                               | Egitto                                                                 | 0 – 1                                                                  | Senegal                                                                | Qual. Coppa d'Africa 2015                                              | -                                                                      | 78’                                                                    |
| 5-9-2015                                                               | Windhoek                                                               | Namibia                                                                | 0 – 2                                                                  | Senegal                                                                | Qual. Coppa d'Africa 2017                                              | -                                                                      | 71’                                                                    |
| 8-9-2015                                                               | Johannesburg                                                           | Sudafrica                                                              | 1 – 0                                                                  | Senegal                                                                | Amichevole                                                             | -                                                                      | 63’                                                                    |
| 13-10-2015                                                             | Algeri                                                                 | Algeria                                                                | 1 – 0                                                                  | Senegal                                                                | Amichevole                                                             | -                                                                      |                                                                        |
| 7-10-2017                                                              | Praia                                                                  | Capo Verde                                                             | 0 – 2                                                                  | Senegal                                                                | Qual. Mondiali 2018                                                    | 1                                                                      |                                                                        |
| 10-11-2017                                                             | Polokwane                                                              | Sudafrica                                                              | 0 – 2                                                                  | Senegal                                                                | Qual. Mondiali 2018                                                    | 1                                                                      | 78’                                                                    |
| 23-3-2018                                                              | Kota Bharu                                                             | Senegal                                                                | 1 – 1                                                                  | Uzbekistan                                                             | Amichevole                                                             | -                                                                      | 86’                                                                    |
| 31-5-2018                                                              | Lussemburgo                                                            | Lussemburgo                                                            | 0 – 0                                                                  | Senegal                                                                | Amichevole                                                             | -                                                                      | 65’                                                                    |
| 8-6-2018                                                               | Osijek                                                                 | Croazia                                                                | 2 – 1                                                                  | Senegal                                                                | Amichevole                                                             | -                                                                      | 61’ 86’                                                                |
| 11-6-2018                                                              | Grödig                                                                 | Senegal                                                                | 2 – 0                                                                  | Corea del Sud                                                          | Amichevole                                                             | -                                                                      | 45’                                                                    |
| 28-6-2018                                                              | Samara                                                                 | Senegal                                                                | 0 – 1                                                                  | Colombia                                                               | Mondiali 2018 - 1º turno                                               | -                                                                      | 86’                                                                    |
| Totale                                                                 |                                                                        | Presenze                                                               | 13                                                                     |                                                                        | Reti                                                                   | 3                                                                      |                                                                        |

## Palmarès

### Club

#### Competizioni nazionali
- Campionato francese di seconda divisione: 1

Metz: 2013-2014

### Individuale
- Trophées UNFP du football: 2

Miglior giocatore della Ligue 2: 2014
Squadra ideale della Ligue 2: 2014
- FA Premier League Player of the Month: 1

2014-2015 - Ottobre